# 갈색티티
갈색티티(Callicebus brunneus)는 신세계원숭이에 속하는 티티원숭이의 일종이다. 남아메리카의 브라질과 페루 그리고 볼리비아에서 발견된다.